# Georgisch honkbalteam

De Georgische vlag.

Het Georgisch honkbalteam is het nationale honkbalteam van Georgië. Het team vertegenwoordigt Georgië tijdens internationale wedstrijden.
Het Georgisch honkbalteam is sinds 1992 aangesloten bij de Europese Honkbalfederatie (CEB), de continentale bond voor Europa van de IBAF.